# Sylveco
Sylveco – polskie przedsiębiorstwo założone w 1992 przez Stanisława Pielę. Produkuje kosmetyki oraz środki higieny osobistej.

## Historia
Firma zajmuje się produkcją kosmetyków naturalnych, na bazie nieprzetworzonych chemicznie surowców roślinnych i ekstraktów surowców zielarskich. Sylveco jako pierwszy producent, zastosował do produkcji ekstrakt z kory brzozowej zawierający betulinę, która wykazuje działania lecznicze schorzeń dermatologicznych.
Od 2008 asortyment Sylveco zaczął się stopniowo zwiększać o kosmetyki oparte na bazie roślin, które naturalnie występują w Polsce.

## Marki
- Aloesove
- Biolaven
- Duetus
- FeedSKIN
- Oleiq
- Rosadia
- Sylveco
- Sylveco dla dzieci
- Sylveco WOW
- Vianek
- Zielko (środki czystości)

## Wyróżnienia
- Zielko – „Super Produkt 2019 Świata Kobiety”[3]
- Oleiq – „Doskonałość Roku Twojego Stylu 2020”[4]